# 제18회 홍콩 영화 금상장
제18회 홍콩 영화 금상장의 시상식에 관한 내용이다.

## 수상 및 후보

### 작품상
- 야수형경 - 진가상 외 수상
- 그해 불꽃 놀이는 유난히 화려했다 - 프룻 첸
- CIA - 진목승
- 풍운 - 문준
- 유리의 성 - 나계예

### 감독상
- 야수형경 - 진가상 외 수상
- 쾌락과 타락 - 관금붕
- 암화 - 유달지
- 그해 불꽃 놀이는 유난히 화려했다 - 프룻 첸
- 유리의 성 - 장완정

### 각본상
- 야수형경 - 진경가 외 수상
- 그해 불꽃 놀이는 유난히 화려했다 - 프룻 첸
- 비상돌연 - 유내해 외
- 암화 - 유내해 외
- 유리의 성 - 나계예 외

### 남우주연상
- 야수형경 - 황추생 수상
- 암화 - 유청운
- 암화 - 양조위
- CIA - 성룡
- 풍운 - 치바 신이치
- 유리의 성 - 여명

### 여우주연상
- 고혹자 정의편 - 홍흥십삼매 - 오군여 수상
- 쾌락과 타락 - 구숙정
- 아애니 - 원영의
- 유리의 성 - 서기

### 남우조연상
- 야수형경 - 담요문 수상
- 매일 매일 8시간 너를 사랑해 - 방중신
- 쾌락과 타락 - 증지위
- 99 도협 - 장가휘
- 그해 불꽃 놀이는 유난히 화려했다 - 이찬삼

### 여우조연상
- 고혹자 정의편 - 홍흥십삼매 - 서기 수상
- 풍운 - 서기
- 고혹자 정의편 - 홍흥십삼매 - 양공여
- 야수형경 - 차완완
- 9413 - 이혜민

### 신인상
- 신고혹자 소년격투편 - 사정봉 수상
- 그해 불꽃 놀이는 유난히 화려했다 - 곡조림
- 그해 불꽃 놀이는 유난히 화려했다 - 하화초
- 비상돌연 - 몽가혜
- 유리의 성 - 오언조

### 촬영상
- 불야성 - 황악태 수상
- 쾌락과 타락 - Pung-Leung Kwan
- 친니친니 - 포덕희
- 풍운 - 유위강
- 유리의 성 - 마초성

### 편집상
- 풍운 - 맥자선 외 수상
- 야수형경 - 원창배
- CIA - 피터 청 외
- 암화 - 진지위
- 환영특공 - 광지량

### 미술상
- 불야성 - 타네다 요헤이 수상
- 쾌락과 타락 - 여가안
- 유리의 성 - 여가안
- 풍운 - 하검웅
- 친니친니 - 번지위

### 의상&메이크업상
- 풍운 - 이벽군 수상
- 친니친니 - 오리로
- 불야성 - 타네다 요헤이
- 유리의 성 - 여가안
- 더 히어로 - 여가안

### 무술감독상
- CIA - 성룡 수상
- 풍운 - 디온 람
- 프로젝트 B - 나례현
- 히트맨 - 동위
- 환영특공 - 동위

### 영화음악상
- 풍운 - 진광영 수상
- 유리의 성 - 조증희 외
- 친니친니
- 쾌락과 타락 - Yat-Yiu Yu 외
- 그해 불꽃 놀이는 유난히 화려했다 - Wah-Chuen Lam 외

### 주제가상
- 유리의 성
- 풍운
- 용재강호
- 그해 불꽃 놀이는 유난히 화려했다